# Dendropemon claraensis
Dendropemon claraensis är en tvåhjärtbladig växtart som beskrevs av A.T. Leiva Sánchez. Dendropemon claraensis ingår i släktet Dendropemon och familjen Loranthaceae. Inga underarter finns listade i Catalogue of Life.